# 線性電壓調節器
线性电压调节器（英語：Linear regulator），又稱线性稳压器、线性调节器，是一種元件，作用是保持電壓稳定。穩壓器的电阻會因應負載及輸入電壓的變化，以達至輸出電壓穩定不變。其動作尤如一不停自動調節阻值的可變電阻，使之與負載得出的分壓保持固定，而過程中因輸出與輸入電壓差而多出的能量則以發熱的形式消散掉。而開關式穩壓器是不停高速地在导通/断开之间切换，使得输出的平均值保持在所需電壓值。輸入線性穩壓器的電壓必須高於輸出電壓，好讓穩壓器內能作出降壓作用以達至輸出穩定，因此效率受限制。
線性穩壓器可以是置於电源和负载之间（串联穩壓器），或與负载并联（并联穩壓器）。简单的線性穩壓器可以只包含齐纳二极管和一枚串联电阻器；更复杂的線性穩壓器包含多個組成部份：参考电压、误差放大器和功率传输元件。由于線性穩壓器被廣泛應用，因此多被制成集成电路，但也可以固態電子器件或真空管等分立元件構成。

## 总述

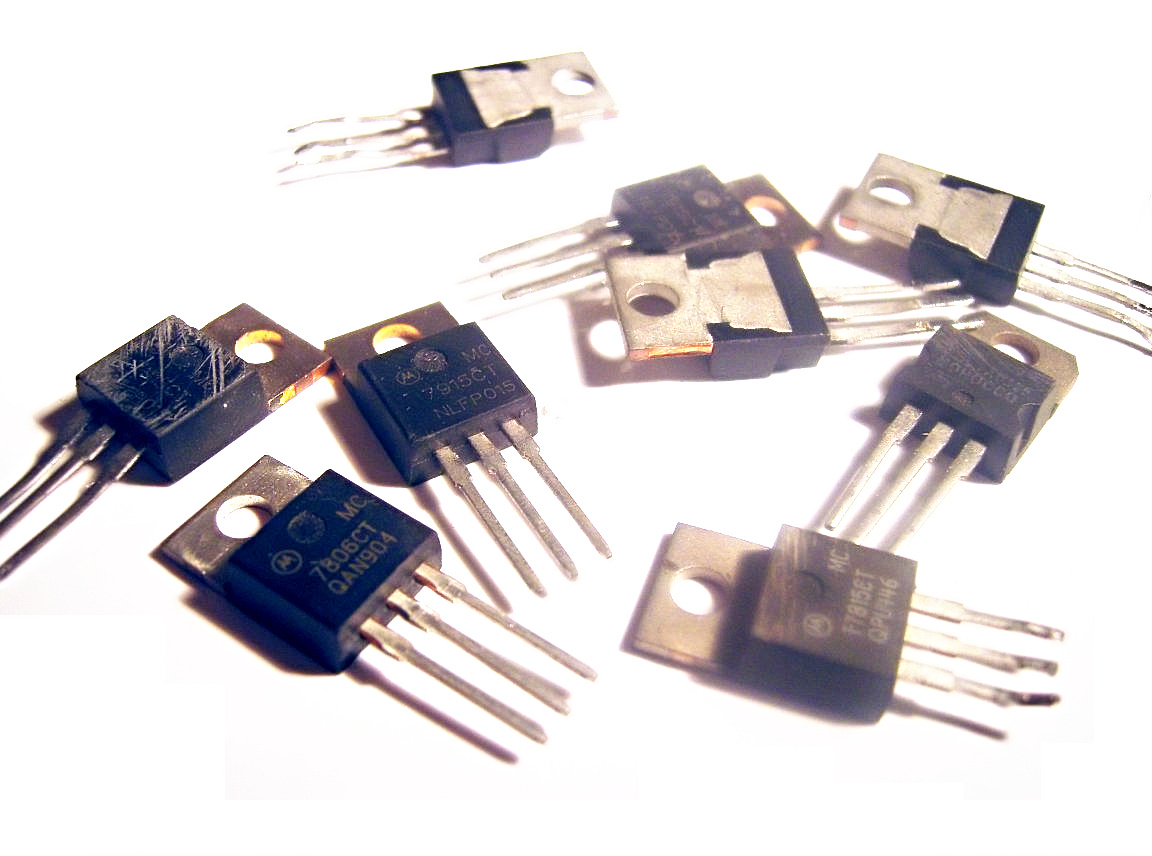
78xx：一種常見的线性调节器類型。

以晶体管（或其它器件）調節流過負載的電流，負載所得的電壓就是穩壓器的輸出電壓。比較输出电压与穩壓器內部的参考电压，所產生的差動訊號用作控制晶体管，形成一個负反馈回路，加上適當的补偿，输出电压就能調整下降至目標電壓，不受輸入電壓或負載變動影響，並保持合理地穩定。
線性穩壓器必須在輸入電壓高於輸出不少於某電壓值時輸出才能穩定至目標電壓，這個最少的電壓稱為壓降電壓、下壓降、電壓差(dropout)。例如常用的7805，作用是把輸出保持在5V，但輸入必須保持在7V以上，否則輸出就會低於目標電壓5V以下，故其壓降電壓就是7V-5V=2V。由於須有壓差的存在，線性穩壓器效率大都很低：因為其原理就是要將多於穩定電壓下負載所需的能量，在晶體管內以散發熱能的形式消耗掉。而晶体管发热所造成的功率损失就是电流乘以晶体管两端压降。
這個問題在低輸出電壓的情況尤其嚴重，假若輸出要求為2V，而壓降電壓同是2V，效率就必是在2V/(2V+2V)=50%或以下，這樣低的效率，在實際應用上多不為接受。這情況下就需使用低壓差穩壓器（LDO），其壓降電壓特別低，一般都在300mV(0.3V)或以下，這種情況在微處理器的電源中常遇見。這也是為何几乎所有低輸出電壓的線性穩壓IC都是低壓差穩壓器。
开关电源可以更有效地達至相同的功能，但成本較高及有開關噪聲，在轻负载、輸出電壓較高或输出电压接近电源电压的情况下，线性调节器的效率也不俗，有可能是合適的選擇。线性调节器还具有的优点是：不需要磁性器件（电感器或变压器），磁性器件可能相对昂贵或占空间；设计更简单，噪声也更低。线性调节器的一些设计仅使用晶体管、二极管和电阻器，这就更容易制造到集成电路中，进一步减小它们的质量、在PCB上的占位面积和成本。
线性调节器有两种基本形式：串联调节器和并联调节器。
- 串联调节器：更常用的形式。串联调节器通过提供经由可变电阻的从电源电压到负载的路径来运行（主要晶体管在分压器的“上半”部中）。由调节器件所耗散的功率等于电源输出电路乘以在调节器件中的压降。
- 并联调节器：通过提供经由可变电阻的从电源电压到地的路径来运行（主要晶体管在分压器的“下半”部中）。将流经并联调节器的电流从负载转向出来，并且无用地流向接地，使其比串联调节器更沒效率。然而，该形式更简单，有时仅由参考电压二极管组成；并且用于很低功率的电路，其中耗费电流很小可以忽略。这种形式常用于电压参考电路。

## 保護功能
若負載超出線性穩壓器設計的承受能力時，可能會導致穩壓器永久損壞，為了避免損壞穩壓器，線性穩壓器可以(但不一定)俱備以下保護功能，包括：
- 電流限制，例如恆流限制（constant current limiting）及遞減電流限制|（foldback current limiting）
- 過溫度保護（或稱熱關斷）
- 安全工作區保護，即限制功率晶體運作於預定的電流及電壓的工作條件之內，以確保能正常工作及不會導致損壞。這些工作條件包括連續及瞬間脈衝狀態下的最高電壓、電流、溫度、功率。